# آن برون
آن برون (انگلیسی: Ane Brun؛ زادهٔ ۱۰ مارس ۱۹۷۶) یک موسیقی‌دان اهل نروژ است. وی از سال ۱۹۹۸ میلادی تاکنون مشغول فعالیت بوده‌است. او از خوانندگان انگلیسی‌زبان نروژ می باشد.